# Salpingogaster
Salpingogaster is een vliegengeslacht uit de familie van de zweefvliegen (Syrphidae).

## Soorten
- S. punctifrons Curran, 1929
- S. texana Curran, 1932